# Staniszcze Wielkie (gromada 1969–1972)
Staniszcze Wielkie (od 4 X 1954 do 9 V 1957 Staniszcze Wielkie, od 9 V 1957 do 1966/69 Staniszcze Małe) – dawna gromada, czyli najmniejsza jednostka podziału terytorialnego Polskiej Rzeczypospolitej Ludowej w latach 1954–1972.
Gromady, z gromadzkimi radami narodowymi (GRN) jako organami władzy najniższego stopnia na wsi, funkcjonowały od reformy reorganizującej administrację wiejską przeprowadzonej jesienią 1954 do momentu ich zniesienia z dniem 1 stycznia 1973, tym samym wypierając organizację gminną w latach 1954–1972.
Gromadę Staniszcze Wielkie z siedzibą GRN w Staniszczach Wielkich utworzono w powiecie strzeleckim w woj. opolskim pomiędzy 1966 a 1969 rokiem, przenosząc siedzibę GRN gromady Staniszcze Małe ze Staniszcz Małych do Staniszcz Wielkich i zmieniając nazwę jednostki na gromada Staniszcze Wielkie. Wcześniej, od 4 października 1954 do 9 maja 1957, w tych granicach istniała gromada Staniszcze Wielkie.
Gromada przetrwała do końca 1972 roku, czyli do kolejnej reformy gminnej.